# Судебный процесс
Судебный процесс, Судопроизводство — законный порядок судебной защиты в государстве, процедура рассмотрения и разрешения дела (гражданского, уголовного, административного) судом.

## История
Судебный процесс (судопроизводство), в различный период времени, в различных государствах и странах имел и имеет отдельные различия, но в связи с развитием цивилизации имеет и сходные черты, предполагая наличие трех сторон: потерпевшего (истца), который жалуется на нарушение его прав, причинённый ему ущерб и так далее; нарушителя (ответчика), привлекаемый в качестве предполагаемого нарушителя прав истца; и судебных органов, в обязанности которых входит проверка истинности фактов; определение закона, возникающего в связи с этим фактом; и применение средств правовой защиты. Сторону обвинения может представлять обвинитель (прокурор), а сторону защиты — защитник (адвокат). Решение по делу выносит судья единолично, коллегиально в составе нескольких профессиональных судей, суд присяжных и так далее.
Во время судебного процесса суд заслушивает свидетелей и экспертов, изучает вещественные и письменные доказательства. После этого происходят прения сторон, в которых выступают участвующие в деле лица и их представители. Они высказывают мнение о достоверно установленных фактах и о тех фактах, которые, по их мнению, не установлены, и заявляют, как должно быть разрешено рассматриваемое судом дело. Судебный процесс заканчивается, как правило, вынесением судебного решения по существу дела, но в некоторых случаях дело может быть окончено без вынесения решения, например, по гражданскому делу — в связи с прекращением производства по делу, в связи с оставлением заявления без рассмотрения.
Гражданский процесс имеет диспозитивный характер, то есть его участники самостоятельно решают, использовать или нет имеющиеся у них права, когда и как это сделать. 
В противоположность этому уголовный процесс имеет публичный характер, и в связи с этим даже если потерпевший не желает привлечения обвиняемого к ответственности и отказывается от использования предоставленных ему законом прав, то органы уголовного преследования всё равно обязаны принять все меры, необходимые для наказания виновного, поскольку преступление затрагивает не только личные интересы потерпевшего, но и угрожает всему обществу. Если преступление в отношении одного потерпевшего остается безнаказанным, то возникает угроза совершения преступлений в отношении других членов общества.
Для современных правовых систем характерна состязательность судопроизводства, то есть суд разрешает спор на основе состязания самих его сторон, доказывания самими заинтересованными сторонами оспариваемых фактов, а также обоснования, какие правовые нормы подлежат либо не подлежат применению и как их истолковать. Состязательность противопоставляется следственной (инквизиционной) организации судопроизводства, при которой суд самостоятельно выявляет значимые для дела обстоятельства.